# Fiez
Fiez – miejscowość i gmina (commune) w zachodniej Szwajcarii, w kantonie Vaud, w okręgu (district) Jura-Nord vaudois. 

## Demografia
We Fiez mieszkają 442 osoby. W 2021 roku 9,5% populacji gminy stanowiły osoby urodzone poza Szwajcarią.